# Dejerine-Thomas-Syndrom
Das Dejerine-Thomas-Syndrom (Synonyma Olivopontozerebelläre Atrophie, Brückenatrophie Typ Spatz) in seiner sporadischen Form (SOPCA) umfasst eine Kombination von Atrophie des Systems des Brückenfußes mit Koordinationsstörungen aus dem Kleinhirn wie Ataxie, Sprechstörungen (Dysarthrie) und Zitterbewegungen (Tremor).
Die Erstbeschreibung erfolgte 1900 durch den französischen Neurologen Joseph Jules Dejerine und seinen Schüler und Mitarbeiter André Antoine Henri Thomas.
Das Syndrom ist nicht zu verwechseln mit dem Thomas-Syndrom, einem sehr seltenen Fehlbildungssyndrom.
Jetzt wird das Krankheitsbild unter der Gruppenbezeichnung Multisystematrophie geführt.
Es kann eine autosomal-rezessive und eine autosomal-dominante Form der Olivopontozerebellären Atrophie (OPCA) unterschieden werden:
- OPCA Typ 2 (Fickler-Winkler-Syndrom), AR[5]
- OPCA Typ 5 (mit Demenz und Extrapyramidalzeichen), AD[6]

Weitere Formen werden derzeit den Spinozerebellären Ataxien zugerechnet:
- OPCA Typ 1 (Menzel) als SCA1[7]
- OPCA Typ 2 (Hulguin) als SCA2[8]
- OPCA Typ 3 (retinale Degeneration) als SCA7, Synonym: Ataxie mit Pigmentretinopathie; Ataxie, autosomal-dominante spinozerebelläre, Typ 7[9]
- OPCA Typ 4 (Schut-Haymaker), veraltet, anscheinend mit Typ 1 gleichzusetzen